# Space travellers
Space Travellers（スペーストラベラーズ）は、九州出身のダンスユニット。

## 概要
主なジャンルはHip Hop(ダンス)とFree Style(ダンス)。宇宙服のような衣装を身に纏い驚異的な音ハメで観客を圧倒する。ブレイクビーツやテクノや1980年代のヒップホップに合わせて踊ることが多い。
国内国外問わず数々のダンスコンテスト、バトルで優勝・受賞経験あり。

## メンバー
- TATSUO(現リーダー、福岡)
- TATSUYA(長崎)
- EGUCHI(佐賀)
- MICHEE(福岡)
- IKU(福岡)
- TAKU(福岡)
- MAYO(福岡)
- SHOTA(福岡)
- ISSA(福岡)

## 主な受賞歴
- 2004年 - 全日本ダンスコンテスト　DANCE TRIBE 優勝
- 2004年 - 香港　THE ONE ダンスコンテスト 優勝
- 2005年 - 中京テレビ 少年チャンプル 出演 人気投票6位
- 2005年 - ヘッドハンターチャンピオンカーニバル 準優勝
- 2006年 - ヘッドハンター鳥栖 優勝
- 2006年 - ヘッドハンターチャンピオンカーニバル 優勝
- 2006年 - TOKYO DANCE DELIGHT 準優勝
- 2006年 - 中京テレビ　スーパーチャンプル出演
- 2006年 - 台湾　××コンテスト 準優勝
- 2007年 - 全国ストリート舞踏会 優勝
- 2009年 - 大阪　THE PARTY（CREW BATTLE) 準優勝
- 2009年 - JAPAN DANCE DELIGHT VOL 16 3位（MIDDLE FILTER×SPACE TRAVELLERS)

### テレビ
- 少年チャンプル（日本テレビ系）
- スーパーチャンプル（日本テレビ系）